# 加計正文
加計 正文（かけ まさふみ、1881年〈明治14年〉2月2日 - 1969年〈昭和44年〉）は、日本の政治家、実業家、地主、広島県多額納税者。広島県山県郡加計町長。加計銀行頭取。加計隅屋22代当主。

## 人物
広島県山県郡加計町（現安芸太田町）出身。加計八右衛門の長男。1898年、あるいは1906年、第六高等学校一部甲類を卒業。東京帝国大学文科に修学。夏目漱石の講義を熱心に聴講していたが、1905年時点で家業を継ぐため帝大を中退している。1917年、正式に家督を相続した。
加計銀行頭取、加計町長2期、郡教育会長、1913年以来広島地方森林会議員、県山林会理事、県産業調査会委員等に選ばれ、加計銀行が芸備銀行と合併後芸備銀行加計支店長、山林会副会頭。また三篠商事、昭和興業各取締役などをつとめた。貴族院多額納税者議員選挙の互選資格を有した。
同郷の小説家鈴木三重吉と高等小学校以来の友人であった。趣味は読書。宗教は神道。住所は広島県広島市上柳町、山県郡加計町。

## 漱石との関係
夏目漱石が帝国大英文科教授を務めていた時の教え子の一人が正文であり、漱石の肉声が録音されていたという管レコードが加計家に残る。
正文は加計家を継ぐため帝大を中退し帰郷していたが、その後も漱石を慕って手紙による交流を続けていた。遠隔の地でも漱石の談話を聞けるようにしたいと思い立ち、銀座十字屋楽器店で蓄音機を購入し、1905年（明治38年）10月27日中川芳太郎とともに漱石のともに訪れ録音した。内容は、教師をしているのは崇高な目的ではなく食うためであること、冗談で一高生にcondorを近藤禿鷹と訳してみせたこと、18世紀の英国政治は理解しがたい面があることが、1分30秒程度で語られている。正文は録音したものを持ち帰り懐かしんで時々聞いていたが劣化して聞き取りにくくなったため1919年（大正8年）蔵の奥にしまった。その後親友の鈴木三重吉や小宮豊隆から頼まれ何度か蔵から出したものの、その時点ですでに聞くことができなかったという。のちに研究機関等で復元が試みられたが、劣化が激しく音声再生の復元は難しいとされている。なお加計家にはこれを含めて5本ろう管レコードが残っており、3本は内容不明、残り1本が三重吉による『潮来節』。
漱石の小説『それから』の主人公・代助の友人の但馬町長のモデルが正文であると言われている。また漱石が正文に宛てた手紙の中に『猫の墓』に登場する墓を建てたことが書かれており、この手紙は加計家で保存されている。
三重吉の小説『山彦』は、三重吉が親友の正文を訪ね加計家の山荘吉水園に滞在したときに構想を練って出来上がった。

## 家族・親族
加計家
- 父・八右衛門[5] ‐ 加計隅屋当主。岡山県山県郡加計村の鉄師（鉄山経営）、地主。屋号「隅屋」。加計郵便局長、加計村村会議員、加計銀行行主(明治33年設立)、酒造場の共同経営、大日本山林会評議委員なども務めた。加計家は元は佐々木姓を名乗る一族で、隠岐から加計村に移住し、農業のかたわら鍛冶屋を持ち、鉄山経営に進出、文化 (元号)年代以後には中国地方百数十人の鉄山経営者中最大の規模を誇った。[14][15][16][17][18][19][20]
- 弟
  - 三千二（1887年 - ？、妻・ノブは広島、森脇恒雄の四女）[8]
  - 斎（1905年 - ？、妻・ミエは広島、藤原喜太郎の長女）[8]
- 妻・園枝（1888年 - ？、岡山、長尾俊憲の養妹）[5][8]
- 長女・八重（1908年 - ？、広島、河相清の妻）[5]
- 男・慎太郎（1911年 - ？、芸備銀行加計支店長）[9]
- 男・研次郎（1914年 - ？、横浜護謨製造会社勤務）[5][9]
- 男・赳（1917年 - ？）[5]
- 四男（1920年 - ？）[8]
- 孫・正弘（加計隅屋24代当主、日新林業代表取締役、加計学園理事）

親戚
- 加計朋吉（加計町長）